# Hornoslezská povstání
Hornoslezská povstání (německy Aufstände in Oberschlesien, polsky Powstania śląskie) je označení tři ozbrojených střetů, které se odehrály v letech 1919–1921 v části Horního Slezska mezi propolskými povstalci a příslušníky německých paramilitárních jednotek podporovaných státními orgány Výmarské republiky.
První (srpen 1919) a druhé (srpen 1920) povstání proběhlo v období příprav na plebiscit, který měl na základě Versailleské mírové smlouvy rozhodnout o státní příslušnosti Horního Slezska, zatímco třetí povstání (květen – červenec 1921) vypuklo již po provedeném plebiscitu v reakci na neshody v Mezispojenecké vládní a plebiscitní komisi a neuspokojivý pro Poláky britsko-italský návrh na rozdělení sporné oblasti. Ve výsledku došlo k vypracování Radou Společnosti národů nového kompromisního řešení německo-polské hranice s platností od roku 1922, které však moc neodpovídalo výsledkům plebiscitu.
Povstání patří mezi zlomové okamžiky moderních slezských dějin a jsou dodnes předmětem mnoha kontroverzí. Jejich protikladná hodnocení zapadají do širšího kontextu sporu o slezskou identitu a vztah Horního Slezska k Polsku.

## Pozadí

Jazykové poměry v pruském Slezsku na počátku 20. století. Modře vyznačeno polsky a „vasrpolsky“ mluvící obyvatelstvo

Na základě Berlínského míru z roku 1742 musela Habsburská monarchie postoupit Pruskému království většinu území Slezska s výjimkou Těšínska a jižních částí Opavska, Krnovska a Niska. V roce 1815, po Vídeňském kongresu, došlo k novému uspořádání pruské státní správy a byla vytvořena provincie Slezsko, která se dělila zpočátku na čtyři a od roku 1820 na tři vládní obvody (Regierungsbezirk): Vratislav, Lehnice a Opolí. S územím toho posledního byl postupně ztotožněn pojem Horní Slezsko (německy Oberschlesien) dříve vztahovaný k historickému Opolsku a z něj vyčleněným knížectvím. Jednalo se o oblast obývanou – na rozdíl od Dolního Slezska (Niederschlesien) – převážně katolíky mluvící západoslovanskými nářečími, pro něž se v německém prostředí vžilo označení wasserpolnisch (viz slezština). Od poloviny 19. století zde působili polští národní buditelé (Józef Lompa, Karol Miarka a další) a spisovná polština se stala „Dachsprache” (zastřešujícím jazykem) i pro slovanská nářečí Slezska, která nevytvořila vlastní spisovnou normu. I přesto zůstávala podstatná část obyvatelstva národnostně nevyhraněná a hlásila se spíše k obecnému pojmu „Šlonzák“ (Slezan).
Podle sčítání lidu z roku 1910 byla pro 53 % obyvatel vládního obvodu Opolí (polsky Opole) mateřským jazykem polština (k tomu se však započítávalo i „vasrpolské“ nářečí), pro 40 % němčina, pro 2,5 % čeština, pro 4 % polština a němčina zároveň, pro 0,5 % ostatní jazyky. Německy mluvící převládali ve městech a západně od Odry, polsky mluvící na venkově východně od Odry, češtinou se v tom případě myslí lašská nářečí používaná Moravci v příhraničních okresech Ratiboř (polsky Racibórz) a Hlubčice (polsky Głubczyce).

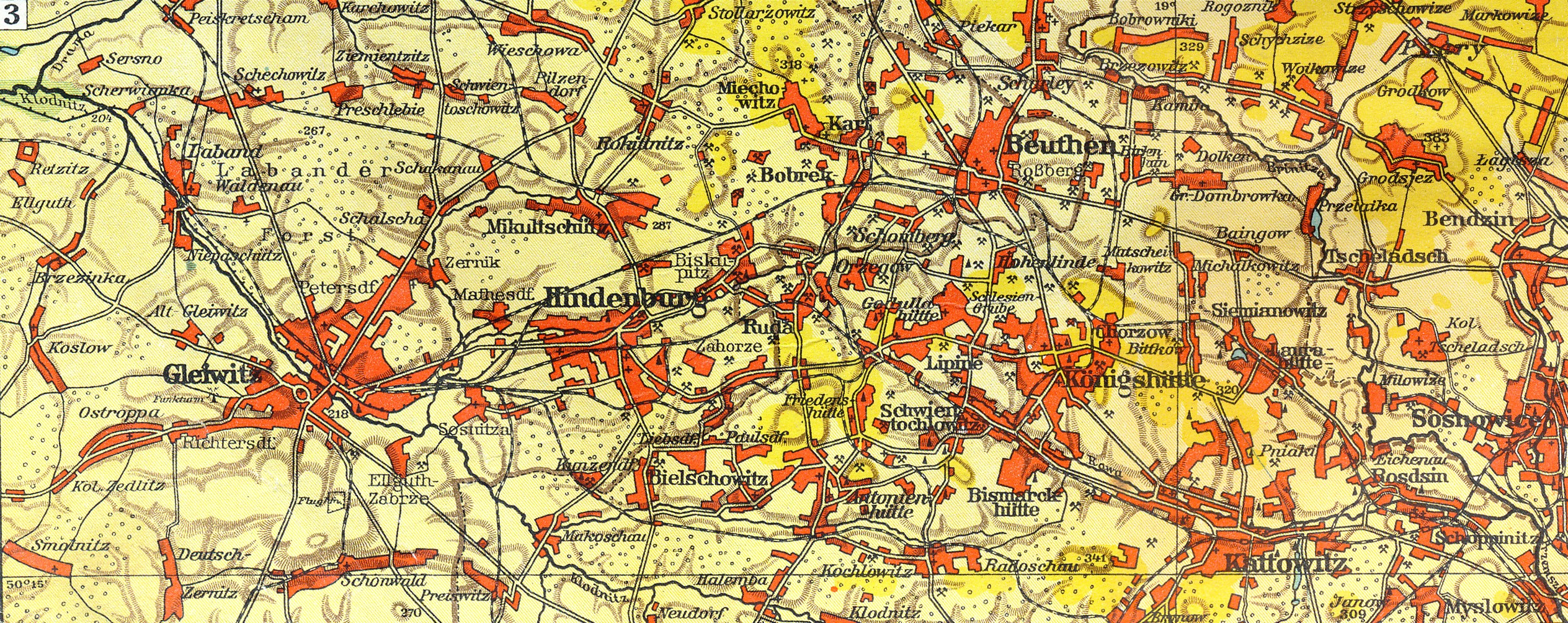
Katovická konurbace na dobové mapě

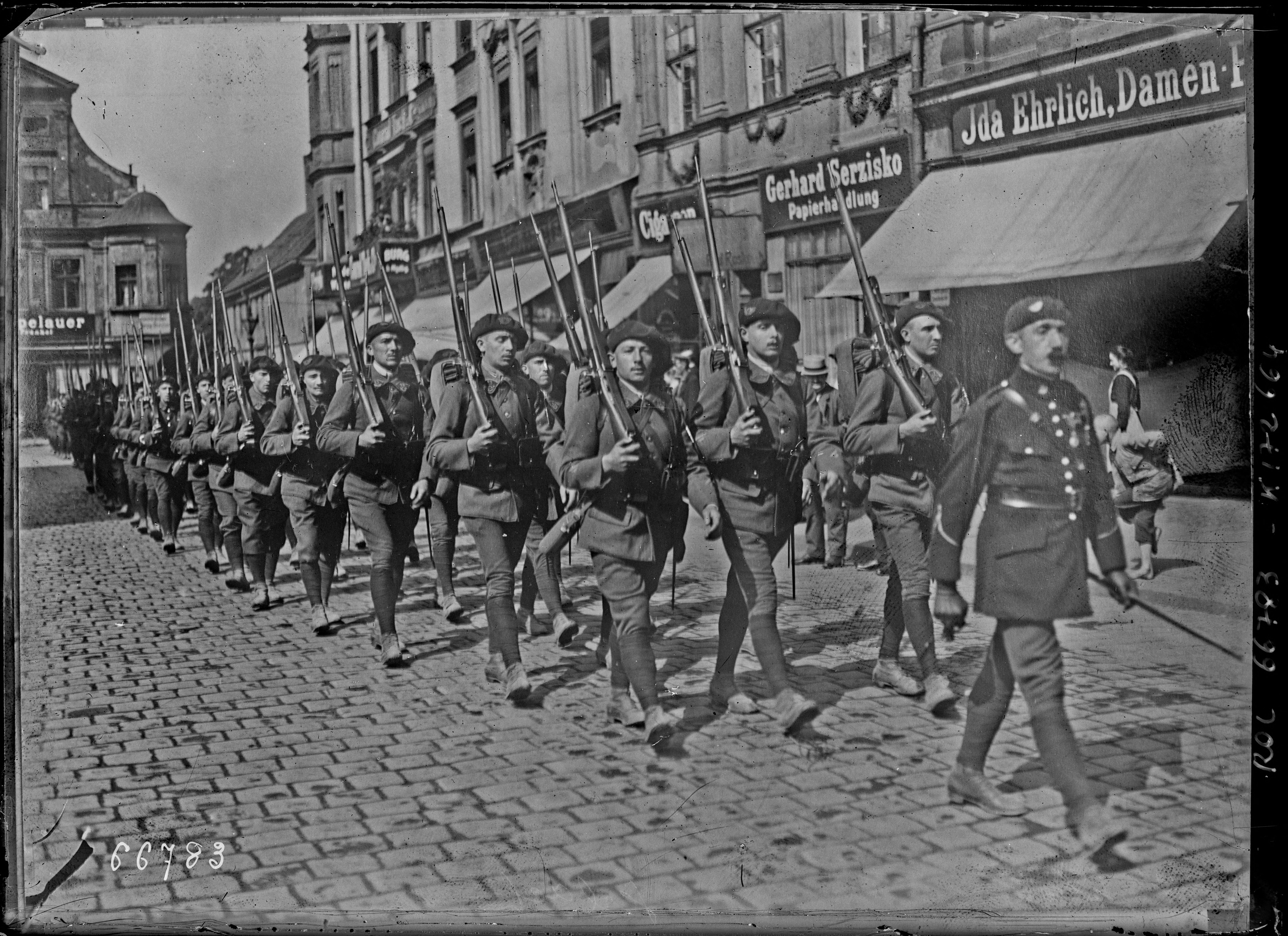
Francouzští vojáci pochodují Opolím (1921)

Ve východní části regionu byla ve druhé polovině 18. století objevena velká ložiska černého uhlí, což vedlo k překotné industrializaci této oblasti a kolem Bytomi, Hlivic a Katovic (polsky Katowice) postupně vznikla druhá největší – vedle Porúří – průmyslová konurbace Německa (viz Katovická konurbace). Z Horního Slezska pocházela čtvrtina roční německé produkce uhlí, 81 % zinku a 34 % olova.
Po prohrané první světové válce se Německo ocitlo v chaosu. Císař Vilém II. abdikoval a zemí zmítaly masové nepokoje (viz listopadová revoluce, povstání spartakovců, velkopolské povstání, Bavorská republika rad). Na hospodářský důležité Horní Slezsko vznesly územní nároky nově vzniklé státy: Polská republika a Republika československá. Versailleská mírová smlouva z června 1919 určila následující řešení sporu: Československo získá 38 obcí v okrese Ratiboř čili tzv. Hlučínsko (článek 83), kdežto ve zbytku území – s výjimkou okresů Grodkov (polsky Grodków), Nemodlín ( polsky Niemodlin) a Nisa (polsky Nysa), ale také v západní části okresu Prudník (polsky Prudnik) a východní části okresu Namyslov (polsky Namysłów) ležícího ve vládním obvodě Vratislav – bude proveden plebiscit, v němž místní obyvatelstvo samo rozhodne o připojení k Polsku nebo setrvání v hranicích Německa (článek 88).
Plebiscit byl naplánován na březen 1921. Na jeho provedení měla dohlížet Mezispojenecká vládní a plebiscitní komise Horního Slezska (francouzsky Commission Interalliée de Gouverment et de Plébiscite de Haute Silésie) složená z představitelů vítězných mocností Francie, Velké Británie a Itálie v čele s francouzským generálem Henrim le Rondem, která zároveň od února 1920 získala na sporném území, poté, co Versailleská smlouva nabyla účinnosti: „veškerá práva, která vykonávala vláda německá neb vláda pruská, kromě zákonodárství a věcí berních“. Německá armáda musela region opustit a její místo zaujaly spojenecké síly čítající ve vrcholném okamžiku 11 129 francouzských, 4 676 britských a 5 075 italských vojáků.
Propolští aktivisté vytvořili Polský plebiscitní komisariát (Polski Komisariat Plebiscitowy) vedený křesťansko-demokratickým politikem Wojciechem Korfantym, proněmečtí pak Plebiscitní komisariát pro Německo (Plebiszitkomissariat für Deutschland) v čele s právníkem a starostou Rozbarku u Bytomi Kurtem Urbankem. Úlohou obou orgánů byla zejména politická agitace a také organizace příjezdů tzv. plebiscitních emigrantů, možnost hlasovat měli totiž všichni narození na sporném území nehledě na aktuální bydliště. Jak propolská, tak proněmecká kampaň se odvolávala nejen na národnostní, ale i sociálně-ekonomické argumenty: první slibovala konec vykořisťování slezských dělníků „pruskými pány“ a strašila nutností podílet se na válečných reparacích, druhá naopak zdůrazňovala celkově nižší úroveň rozvoje v Polsku a nejistotu budoucí existence země zrovna zapletené do války se sovětským Ruskem. Současně působil Svaz Hornoslezanů (Związek Górnoślązaków–Bund der Oberschlesier) Ewalda Latacze a bratří Reginků, který zastupoval zastánce svébytné slezské národnosti a neúspěšně prosazoval vytvoření Svobodného státu Horní Slezsko (Freistaat Oberschlesien) jakožto neutrální mnohojazyčné země po vzoru Švýcarska.

## První povstání (1919)

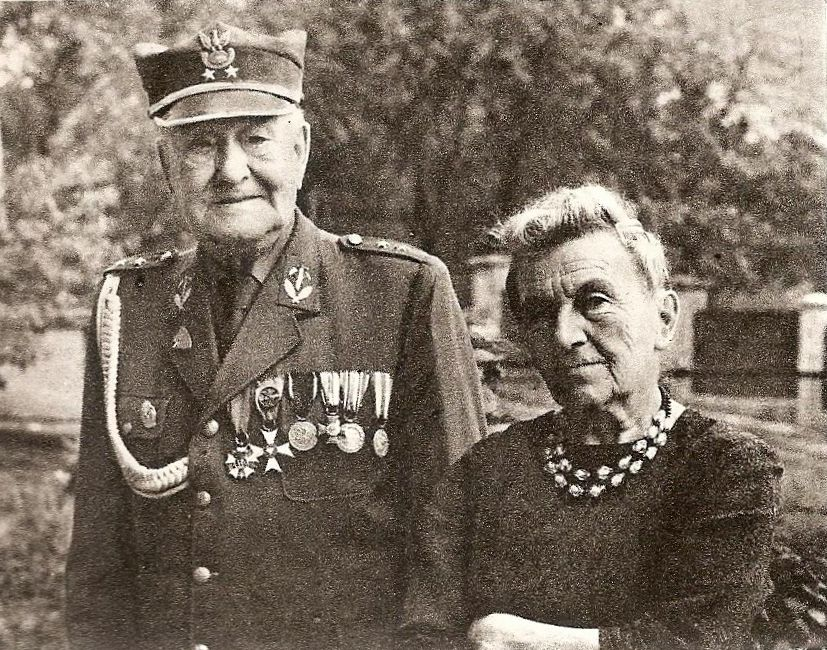
Maksymilian Iksal v roce 1979

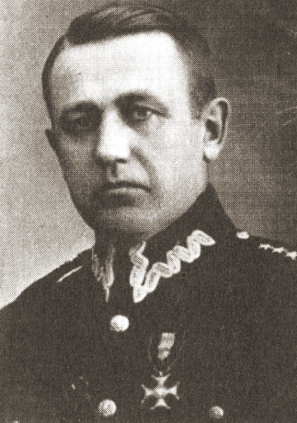
Alfons Zgrzebniok

První hornoslezské povstání proběhlo v době, kdy v Horním Slezsku ještě fungovaly státní orgány Výmarské republiky. Vzhledem k vyhrocené politické situaci byl vyhlášen výjimečný stav, docházelo k raziím a zatýkání propolských aktivistů. Mimo regulérní armádu a policii působil Hornoslezský dobrovolnický korpus (Oberschlesisches Freiwilligen-Korps), jehož hlavním úkolem bylo „udržování pořádku” v továrnách ve smyslu potírání činnosti dělnického a polského národního hnutí. Korpus byl v červenci 1919 rozpuštěn a jeho členové se měli vrátit do práce nezřídka po boku těch, koho před nedávnem pronásledovali, což bylo jednou z příčin série stávek, jež začaly 11. srpna. Stávkující dále požadovali odvolání výjimečného stavu, zvýšení mezd a zastavení masového propouštění, k němuž došlo v dolech Lithandra ve Slezské Rudě (polsky Ruda Śląska) a Prinzengrube v Łaziskách. 14. srpna se protestů zúčastnilo 140 tisíc dělníků.
Přímou rozbuškou povstání byly události dne 15. srpna. Před bránou dolu Myslowitzgrube v Myslovicích (polsky Mysłowice) se shromáždily tři tisíce horníků i s rodinami, aby si vyzvedli výplatu. Vedení podniku otálelo a teprve ve 13 hodin začalo pouštět lidi po malých skupinkách. Rozlícený dav se však pokusil vtrhnout dovnitř najednou, na což budovu chránící příslušníci vojenských jednotek Grenzschutz Ost („Pohraniční stráž Východ“, jednalo se o přejmenovanou 117. pěší divizi) zareagovali palbou. Zahynulo deset osob, včetně dvou žen a 13letého chlapce. Téhož dne byli zatčeni tři lídři Polské vojenské organizace Horního Slezska (Polska Organizacja Wojskowa Górnego Śląska, POW GŚl) – paramilitárních konspiračních oddílů tvořených od ledna 1919 za podpory polské rozvědky s cílem vést ve sporném regionu protiněmecké diverzní akce – mířící na setkání velení ve Strumeni, dalšího dne ráno pak její tři kurýři a večer samotný náčelník Józef Grzegorzek.
Za těchto okolností dal pětičlenný výbor POW GŚl v čele s Maksymilianem Iksalem, zdržující se v Petrovicích u Karviné, rozkaz k zahájení povstání v noci na 17. srpna. První den se boje soustředily ve východní části okresu Pština (polsky Pszczyna). V samotné Pštině byla německá posádka dobře připravena, policie předem znala polské plány a proto koncentrace povstalců ve městě nebyla možná. Stejně tak se nepodařilo ovládnout Mikulov, ačkoli zde došlo k bojům a Němci utrpěli ztráty. Povstalecké akce se vyvíjely mnohem lépe na venkově: několik hodin se povstalci drželi v Tychách, v Paprocanech ukořistili po útoku na místní dělostřeleckou posádku čtyři polní děla, několik kulometů a přes sto pušek, dočasně ovládli také obce Bojszowy, Jedlina, Bijasowice a příhraniční Beruň. Iksalův oddíl vyrazivší z Petrovic krátce obsadil Gołkowice a Godów.
18. srpna se boje rozšířily do celé jihovýchodní části Horního Slezska podél hranic s Polskem. Funkci velitele převzal Alfons Zgrzebniok, který svůj štáb umístil do Sosnovce, prvního města za polskou hranicí. K větším potyčkám došlo u Vladislavi, Rybniku-Gotartowicích, Myslovic, Siemianowic, Tarnovských Hor, Bytomi, Pěkar, Zabrze, Radzionkówa a také v dnešních městských částech Katovic:  Giszowiec, Szopienice, Bogucice, Dąbrówka Mała, Szopienice, Janów, Nikiszowiec, Ligota. Právě oblast mezi Katovicemi a Myslovicemi byla tou, kde se povstalci drželi nejdéle a podařilo se jim několik obcí úplně kontrolovat, útok na samotné Myslovice 21. srpna se však nezdařil.
Polská armáda nesměla vzhledem k závazkům učiněným na pařížské mírové konferenci otevřeně zasáhnout, ale tiše podporovala povstání dodávkami zbraní (i přesto byly povstalecké jednotky naprosto nedostatečně vyzbrojené, jen třetina mužů měla k dispozici alespoň pistoli) a 23. srpna převedla přes hranice několik dodatečných bojových praporů, které měly oživit pohasínající povstání, neměly však oproti obří německé přesile žádnou šanci. 24. srpna rozhodl Alfons Zgrzebniok o ukončení bojů. Většina povstalců se hned stáhla do Polska nebo na Poláky ovládané Těšínsko, 25. srpna Německo neprodyšně uzavřelo tuto hranici a utečenci se mohli vrátit až po vyhlášení amnestie v říjnu 1919. Jako počet účastníků povstání se uvádí číslo 24 tisíce, podle toho, kolik členů v té době celkem čítala Polská vojenská organizace Horního Slezska. Počet zabitých se odhaduje na zhruba 500, civilní a německé oběti nejsou známé.
Pro uklidnění společenských nálad a zdůvěryhodnění příslibů větší autonomie regionu v budoucnosti byla v říjnu 1919 vydělena samostatná provincie Horní Slezsko. Tato administrativní změna ztratila na významu po převzetí správy Mezispojeneckou vládní a plebiscitní komisí Horního Slezska v únoru 1920. Německá armáda musela opustit Horní Slezsko a Grenzschutz Ost byl formálně rozpuštěn.

## Druhé povstání (1920)

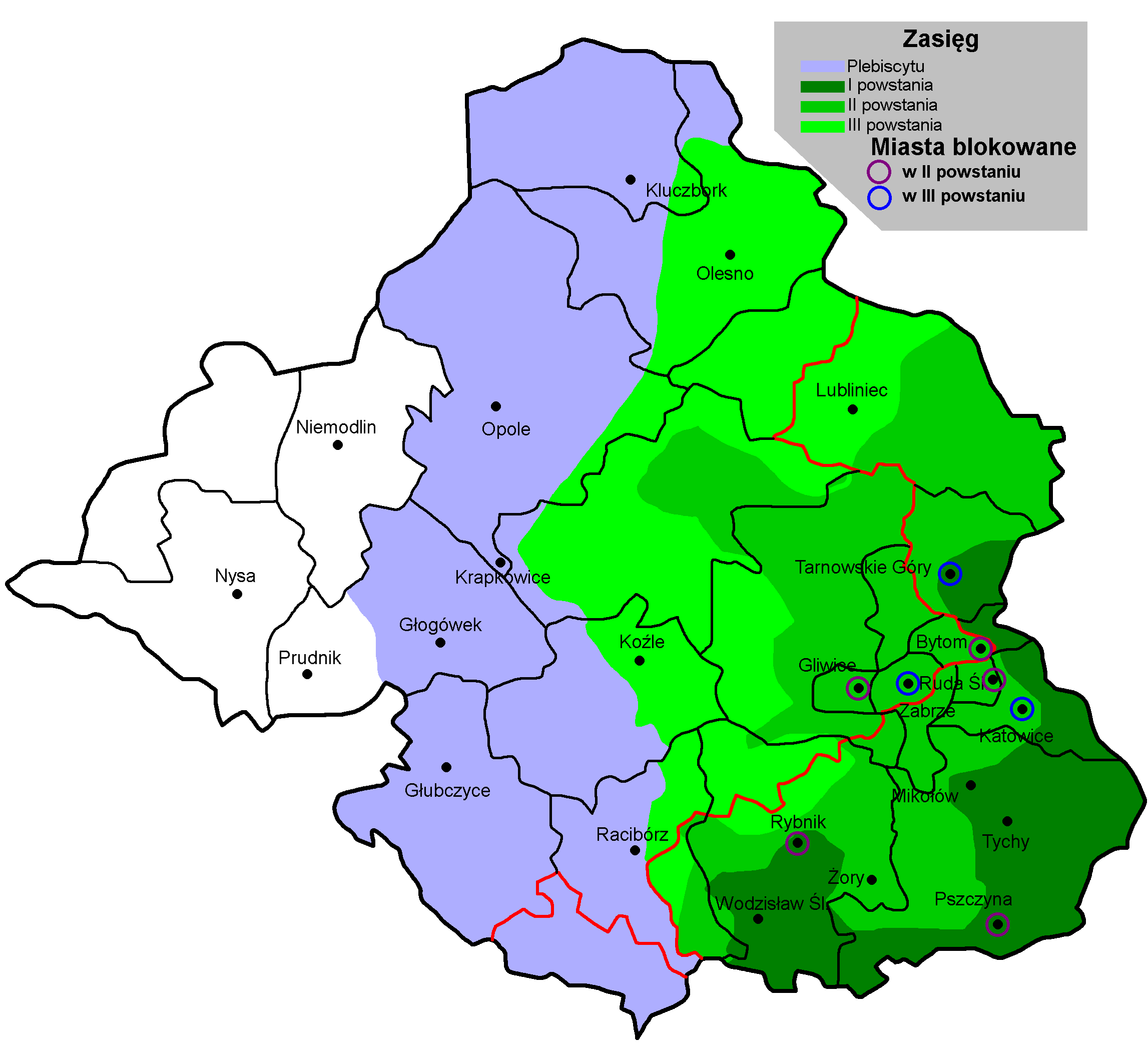
Rozsah jednotlivých povstání:
tmavý odstín zelené – první
střední odstín zelené – druhé
světlý odstín zelené – třetí

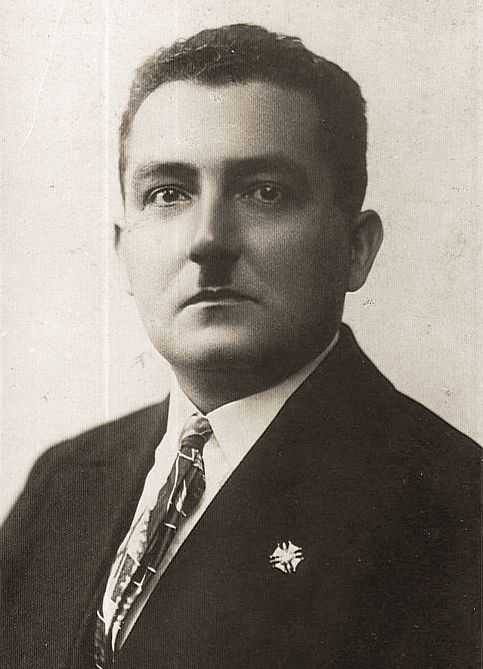
Walenty Fojkis

Na jaře 1920 se naplno rozjela plebiscitní kampaň a stále častěji docházelo k polsko-německým střetům, u nichž museli zasahovat francouzští, britští a italští vojáci. Německá státní Bezpečnostní policie (Sicherheitspolizei) stranila bojůvkám sdruženým v rámci Bojové organizace Horního Slezska (Kampforganisation Oberschlesien, jinak Selbstschutz neboli Sebeobrana), které útočily na propolské mítinky a schůze ochraňované obnovenou Polskou vojenskou organizací Horního Slezska (POW GŚl). Stávky, demonstrace a pouliční šarvátky se staly každodenností. V červenci vyhlásily německé odbory generální stávku, požadujíce posílení mezispojeneckých jednotek a zlepšení ochrany hranic v souvislosti s probíhající polsko-sovětskou válkou. 17. srpna se v Katovicích rozšířila fáma o dobytí Varšavy bolševiky, která inspirovala proněmecké bojůvky k útokům na místní pobočku Polského plebiscitního komisariátu, redakci polskojazyčného socialistického listu Gazeta Robotnicza a také na sídlo okresního inspektora Mezispojenecké vládní a plebiscitní komise, plukovníka Blancharda. Francouzi odpověděli palbou. Polský lékař Andrzej Mielęcki, který se snažil pomoct raněným Němcům, byl napaden rozzuřeným davem a ubit k smrti. 
Povstání začalo 18. srpna na popud Walentyho Fojkise, velitele katovicko-pštinského obvodu POW GŚl. Kolem 18 hodin odzbrojila úderná rota Jana Stanka policejní stanici v Szopienicích (dnes městská část Katovic), zatímco oddíl Ryszarda Mańky v noci obsadil sousední obce Dąbrówka Mała, Janów a Roździeń a vyrazil k Myslovicím. Velení opět převzal Alfons Zgrzebniok, štáb sídlil v Dąbrówce Małé. 19. srpna se boje rozšířily do celého východního Horního Slezska a na rozdíl od prvního povstání zaznamenali tentokrát rebelové velké úspěchy. Do 23. srpna obsadili celý okres Katovice-venkov, Bytom-venkov a Pština a také velkou část okresů Lubliniec, Toszek-Hlivice, Rybnik a Zabrze. Výjimku tvořila větší města (například samotné Katovice, Bytom, Rybnik či Tarnovské Hory), v nichž byly umístěny posádky spojeneckých vojsk, jimž se měli schválně vyhýbat (viz Zgrzebniokův rozkaz: Okresním městům je třeba se vyhnout, veškeré oddíly bezpečnostní policie musí byt odzbrojeny, za každou cenu je třeba se vyhýbat střetům se spojeneckými vojsky, v obsazených obcích [je třeba] hned tvořit občanskou stráž). Okrajově boje dosáhly až k Odře. V noci na 20. srpna zaútočili povstalci na etnicky německou (obývanou potomky kalvínských exulantů) vesnici Anhalt (Hołdunów) u Lędzin a vypálili patnáct domů, údajně jako pomstu za zničení katovické pobočky Polského plebiscitního komisariátu. Současně začala polská generální stávka, k níž 19. srpna vyzval Wojciech Korfanty, lídr Polského plebiscitního komisariátu.
24. srpna souhlasila Mezispojenecká vládní a plebiscitní komise Horního Slezska se základním postulátem iniciátorů povstání, tedy rozpuštěním německé Bezpečnostní policie na sporném území. Místo toho byla zřízena smíšená polsko-německá Plebiscitní policie (Abstimmungspolizei). 25. srpna bylo povstání oficiálně ukončeno. Polská vojenská organizace Horního Slezska se rozpustila a byla 6. září nahrazena organizací se zdánlivě mírumilovným názvem Ústředna tělesné výchovy (Centrala Wychowania Fizycznego), od 15. ledna 1921 pak Velitelství obrany plebiscitu (Dowództwo Obrony Plebiscytu).

## Třetí povstání (1921)

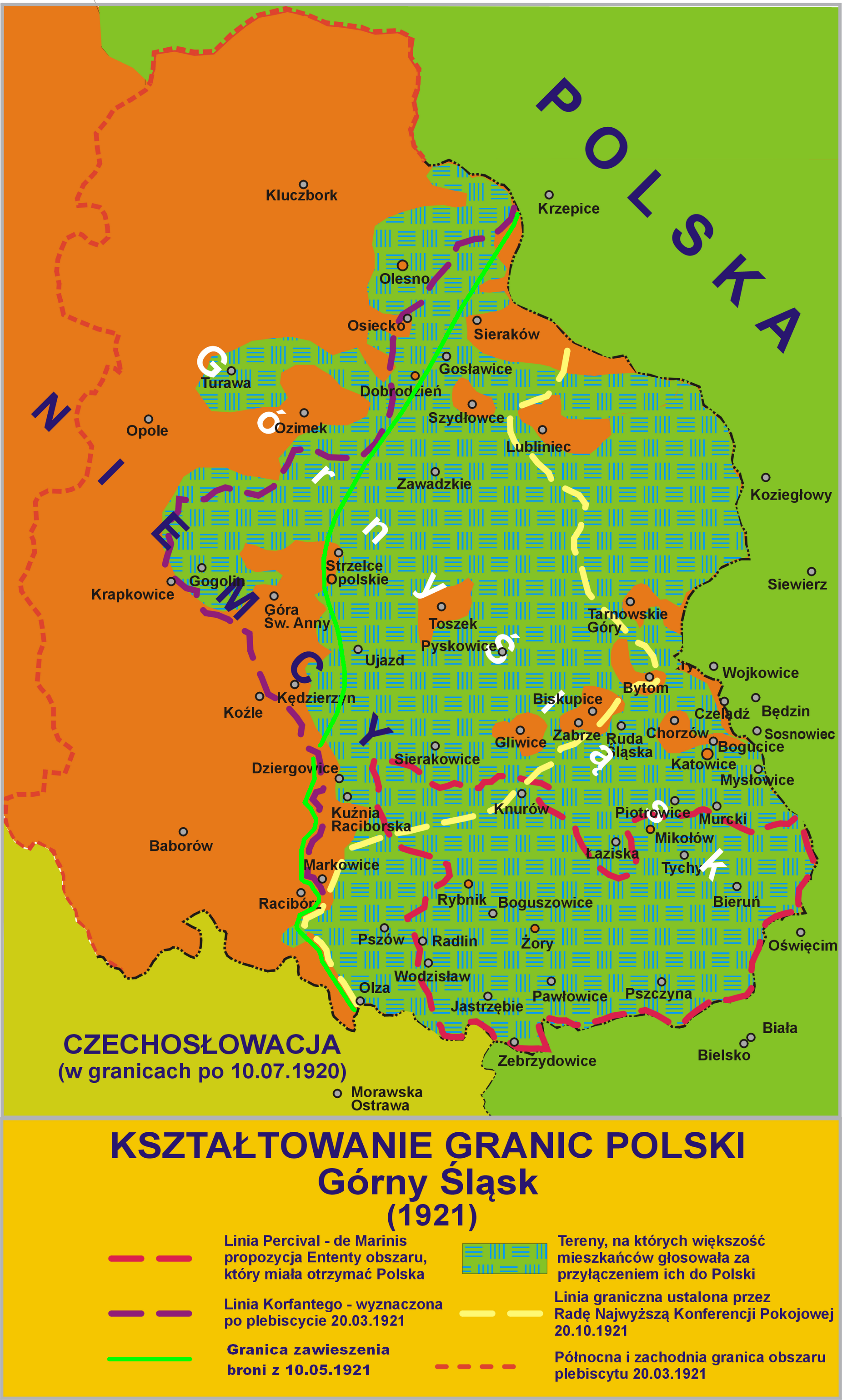
Horní Slezsko v roce 1921
• červená přerušovaná čára:
Percivalova-De Marinisova linie
• fialová přerušovaná čára:
Korfantyho / De Rondova linie
• žlutá přerušovaná čára:
konečná hranice
• zeleně: oblasti s většinovou podporou připojení k Polsku
• světle zelená čára:
demarkační čára 10. 5. 1921

Očekávaný plebiscit se uskutečnil 20. března 1921. Zúčastnilo se jej 97,5 % oprávněných voličů, celkem 1 190 846 osob. V měřítku celého sporného území zvítězilo Německo: 59,6 % hlasujících se vyslovilo pro setrvání v hranicích Výmarské republiky, zatímco 40,4 % zvolilo připojení k Polsku. Na úrovni jednotlivých obcí byla situace složitější. Německo vyhrálo v naprosté většině měst včetně městských okresů Bytom, Hlivice, Katovice, Králova Huť, Opolí a Ratiboř a také na venkově v okresech Hlubčice, Kluczbork, Lubliniec, Namyslov, Olesno, Opolí-venkov, Prudník, Ratiboř a Zabrze. Polsko získalo převahu ve venkovských obcích okresu Bytom-venkov, Toszek-Hlivice, Katovice-venkov, Pština, Rybnik, Tarnovské Hory (polskyTarnowskie Góry) a Velká Střelice (polskyStrzelce Opolskie). Ze 1510 plebiscitních okrsků (obcí a statků) celkem 836 hlasovalo většinově pro setrvání v Německu a 672 pro připojení k Polsku, přičemž výsledky se někdy vesnice od vesnice velmi lišily a určení hranice přesně podle plebiscitu se tak ukázalo nemožným, znamenalo by totiž nerozpletitelnou síť enkláv a exkláv.

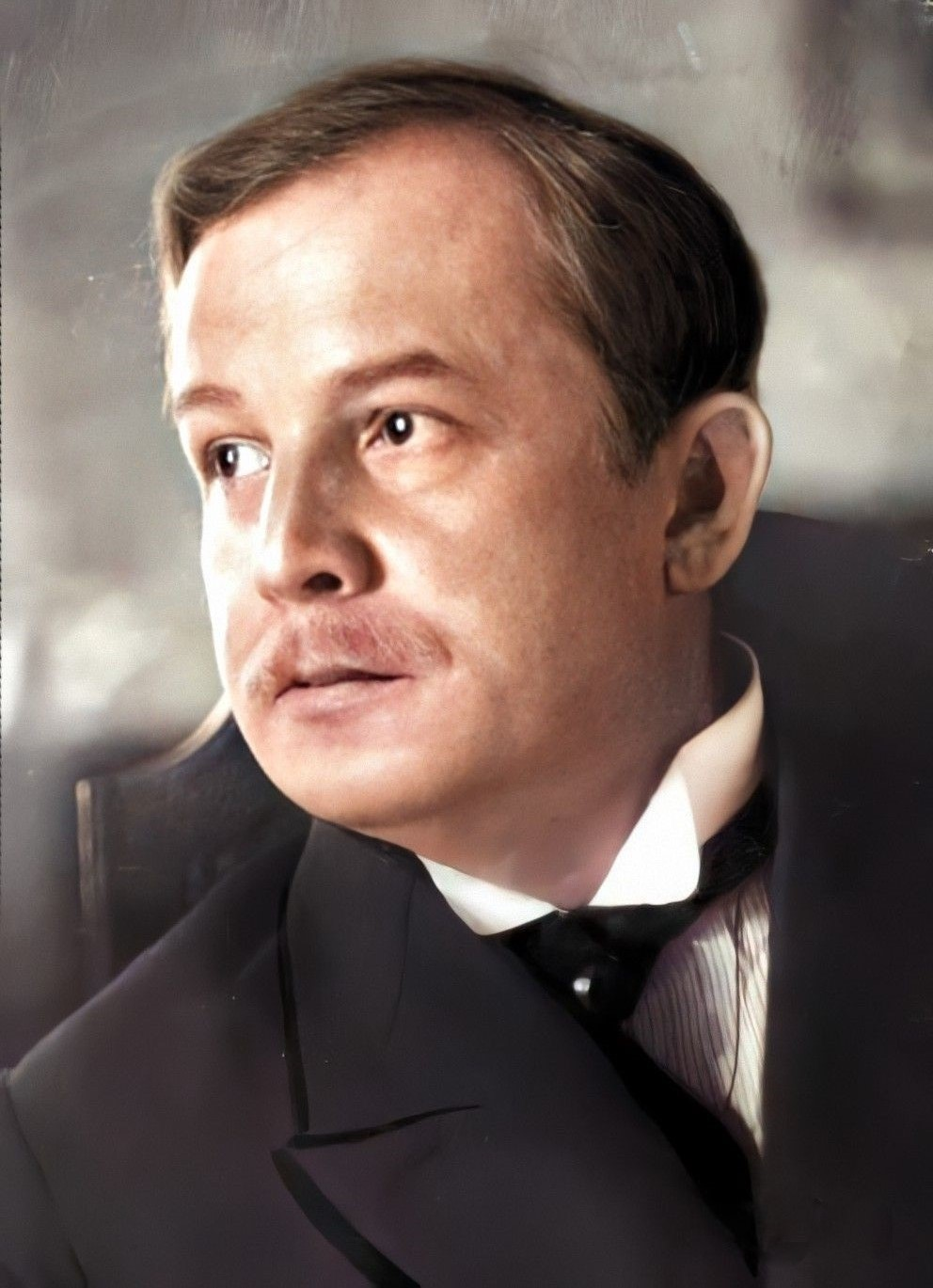
Wojciech Korfanty

V Mezispojenecké vládní a plebiscitní komisi Horního Slezska rozhořel spor o interpretaci výsledků. Britové a Italové, kteří nechtěli dále oslabovat Německo z obavy o jeho schopnost splácet válečné reparace, navrhli přiřčení Polsku pouze malé části sporného území kolem Pštiny a Rybniku, ponechávajíce Německu celou katovickou konurbaci – Percivalova-De Marinisova linie. Francouzi naopak sympatizovali s Polskem a podpořili návrh Wojciecha Korfantyho na připojení všech území, kde Polsko zvítězilo alespoň na venkově. De Rondova linie, prakticky totožná s Korfantyho návrhem, nejen přisuzovala Polsku celou uhelnou pánev, ale sahala hluboko do německého vnitrozemí, až k Odře a městu Olesno.
Oba návrhy byly zveřejněny a předány Konferenci velvyslanců 30. dubna. O zahájení povstání rozhodl 2. května Wojciech Korfanty poté, co diplomatickými kanály zjistil, že Percivalova-De Marinisova linie má v Paříži velké šance na schválení.
Na rozdíl od předchozích dvou povstání se tentokrát jednalo o profesionálně připravenou velkolepou vojenskou akci v úzké spolupráci s Polskou armádou, která povstalce školila, zásobovala a posílala na pomoc profesionální vojáky. Propolské síly čítaly před zahájením bojů celkem 40 700 mužů, kvůli armádní podpoře a přílivu dobrovolníků z polského vnitrozemí se jejich počet postupně zvýšil podle některých autorů dokonce i na 60 tisíc. Disponovaly zpočátku 27 597 puškami, 190 těžkými kulomety, 250 lehkými kulomety a 250 granátomety, v průběhu května získaly také 50 děl, 16 obrněných vlaků a tři obrněné automobily. Organizačně spadaly pod Ústřední komandaturu povstaleckých vojsk (Naczelna Komenda Wojsk Powstańczych), do níž se teď transformovalo Velitelství obrany plebiscitu čili někdejší Polská vojenská organizace Horního Slezska, a dělily se na tři skupiny: „Východ“ se štábem v Bielszowicích (Slezská Ruda), „Jih“ se štábem ve Vladislavi a „Sever“ se štábem ve Tworógu, v červnu navíc vznikla rozdělením skupiny „Východ“ skupina „Střed“. Velením byl pověřen Maciej Mielżyński a od 6. června Kazimierz Zenkteller, oba zkušení vojáci původem z Velkopolska. Korfanty se jmenoval „diktátorem povstání“. 

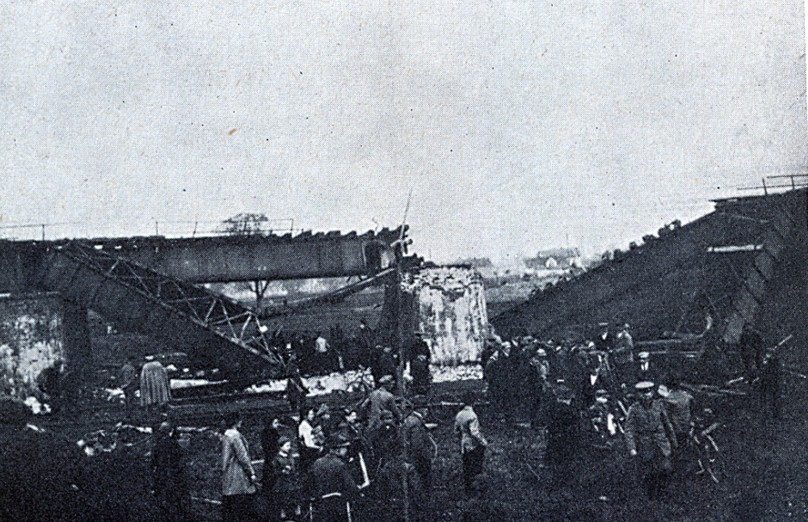
Most přes Odru ve Szczepanowicích u Opolí zničený během Operace Mosty

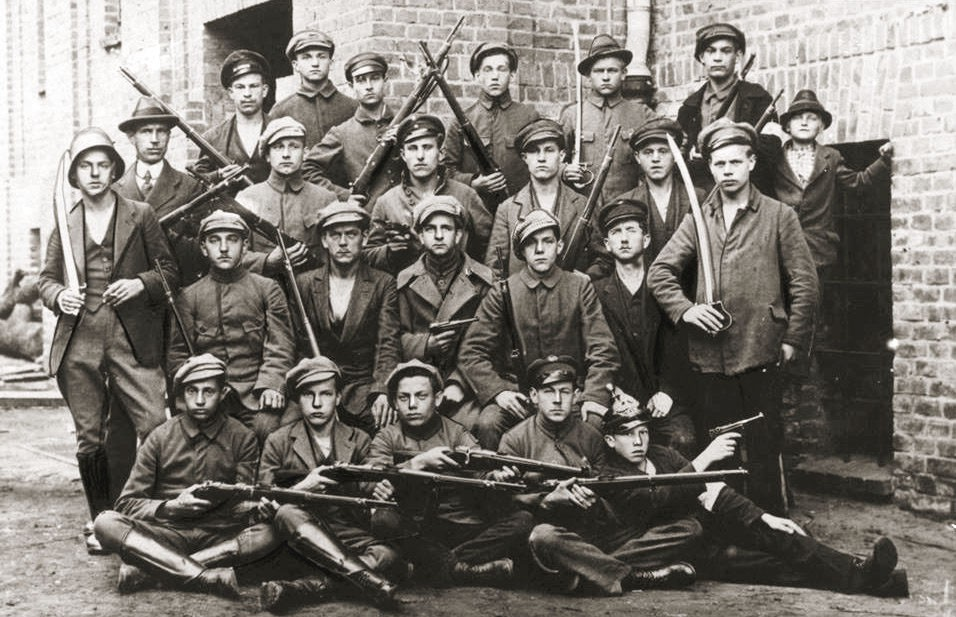
Polští povstalci v roce 1921

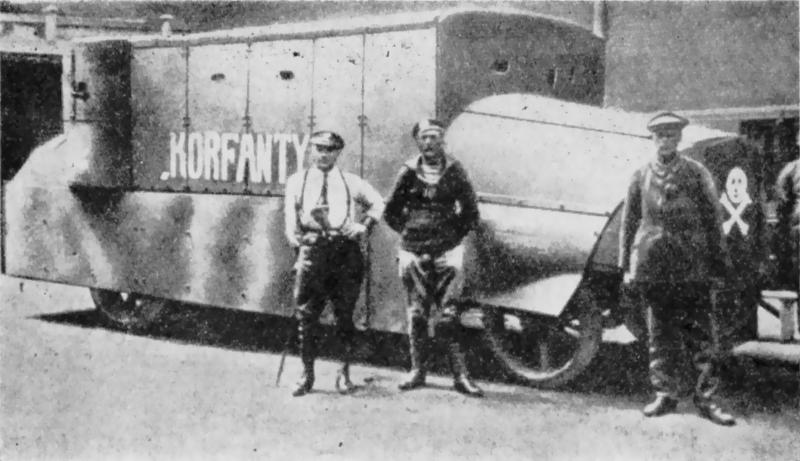
Povstalecký obrněný automobil Korfanty

Proněmecké síly čítaly na začátku zhruba 32 tisíce mužů. Bojová organizace Horního Slezska se transformovala do Sebeobrany Horního Slezska (Selbstschutz Oberschlesien), která zahrnovala kromě místních bojovníků i příslušníky Svobodných sborů (Freikorps) z různých koutů Německa. Prvním velitelem byl Friedrich Wilhelm von Schwartzkoppen a pak od 20. května generál Karl Hoefer, někdejší velitel Grenzschutz Ost. Německá armáda (Reichswehr) nesměla na sporném území přímo zasáhnout, ale oddíly Sebeobrany strategicky podporovala a dozbrojovala, mj. dělostřeleckými bateriemi a obrněnými vozidly, jež na začátku vůbec nebyly k dispozici.
Povstání začalo v noci na 3. května Operací Mosty. Diverzní skupina Tadeusze Puszczyńského (krycí jméno Wawelberg) vyhodila do povětří během tří hodin devět železničních mostů zajišťujících dopravní spojení Horního Slezska s německým vnitrozemím. Hlavním strategickým cílem povstalců bylo ovládnutí území východně od Korfantyho neboli De Rondovy linie, což se vzhledem k překvapení a nepřipravenosti německých jednotek během několika dnů podařilo. Jen města, kde pobývaly spojenecké posádky nebyla přímo obsazena, nýbrž „cernována“, tedy obklíčena a blokována (od francouzského cerner – obklíčit). Nejvýznamnější bitva první fáze povstání se odehrála mezi 6. až 10. května na území dnešního města Kandřín-Kozlí. Za cenu 39 zabitých a 145 zraněných na své straně a 150–200 německých obětí dobyli rebelové velmi důležitý železniční uzel a říční přístav. Sebeobrana se stáhla na levý břeh Odry. Došlo také k obsazení Hory Svaté Anny, která jednak představovala klíčový bod z vojenského hlediska a jednak nesla velký symbolický význam jakožto hlavní katolické poutní místo Horního Slezska, kde se již v minulosti konala řada jak polských, tak německých vlasteneckých manifestací.
10. května vyhlásil Korfanty polské vítězství a rozhodl o zastavení dalšího postupu vojsk. Povstání totiž mělo být v jeho představě „ozbrojenou demonstrací“, která přesvědčí mocnosti k vytyčení hranice podél Korfantyho a nikoli Percivalovy-De Marinisovy linie. Když teď byla všechna nárokovaná území úspěšně obsazena povstalci, nastal čas k diplomatickým jednáním.
V noci na 21. května začala německá protiofenzíva. Posílené jednotky Sebeobrany zaútočily na Horu Svaté Anny, která se po následujících pět dnů stala dějištěm vůbec největší bitvy hornoslezských povstání. Tuto bitvu Němci vyhráli, ale východně od obce se fronta zastavila a obě strany začaly pod tlakem západních spojenců jednat o příměří. 23. května proběhla bitva u Olzy, přes počáteční úspěchy Sebeobrany si povstalci nakonec uhájili své pozice v této strategicky ležící obci na soutoku Olše a Odry u československých hranic. Příměří bylo uzavřeno 27. května, nemělo však dlouhého trvání, neboť 4. června proněmecké síly zaútočily a dobyly zpět Kandřín a přístav Kozlí. Potyčky pokračovaly mj. v Zębowicích a Ligotě Turawské. Mezispojenecká vládní a plebiscitní komise vynutila v polovině června uzavření nového příměří a vyhlásila podél Odry neutrální zónu. 25. června podepsali Wojciech Korfanty a Karl Hoefer v Błotnici Strzelecké dohodu o stažení svých jednotek z držených pozic. Evakuace mimo plebiscitní území byla dokončena 5. července a toto datum se uvádí jako oficiální ukončení třetího povstání.
Počet povstalců, kteří padli na polské straně, se obvykle odhaduje na přibližně 1 800; v některých zdrojích je toto číslo vyšší a dosahuje dvou tisíc. Jan Ludyga-Laskowski, účastník bojů a spoluzakladatel Svazu slezských povstalců (Związek Powstańców Śląskich) udával počet 1218 zabitých a 794 vážně zraněných. Na německé straně je počet obětí odhadován na zhruba 500 a kolem 1 500 zraněných.

## Důsledky

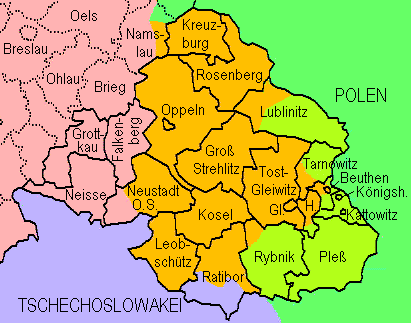
Konečná podoba rozdělení plebiscitního území:
• oranžově: ponecháno Německu
• zeleně: připojeno k Polsku

Jednání ohledně budoucnosti Horního Slezska se po třetím povstání ocitla ve slepé uličce. 12. srpna 1921 David Lloyd George za Velkou Británii a Aristide Briand za Francii souhlasili s návrhem italského premiéra Ivanoe Bonomiho předat celou záležitost k řešení Radě Společnosti národů. Ta 31. srpna vytvořila tzv. Komisi čtyř složenou z představitelů Číny (Wellington Koo), Belgie (Paul Hymans), Brazílie (Da Cunha) a Španělska (José Quiñones de León). Komise úřadovala ve vile na předměstích Ženevy a opírala se pouze o doručené podklady, což vyvolávalo smíšené pocity: na jedné straně bylo předmětem silné kritiky, že o osudu milionu lidí rozhodují diplomaté z „exotických“ zemí, kteří ve Slezsku v životě ani nebyli, na druhé straně právě tímto způsobem mělo být dosaženo plné neutrality. 8. října komise zveřejnila nový návrh vedení hranice, který 20. října oficiálně přijala Konference velvyslanců jakožto konečné řešení sporu.

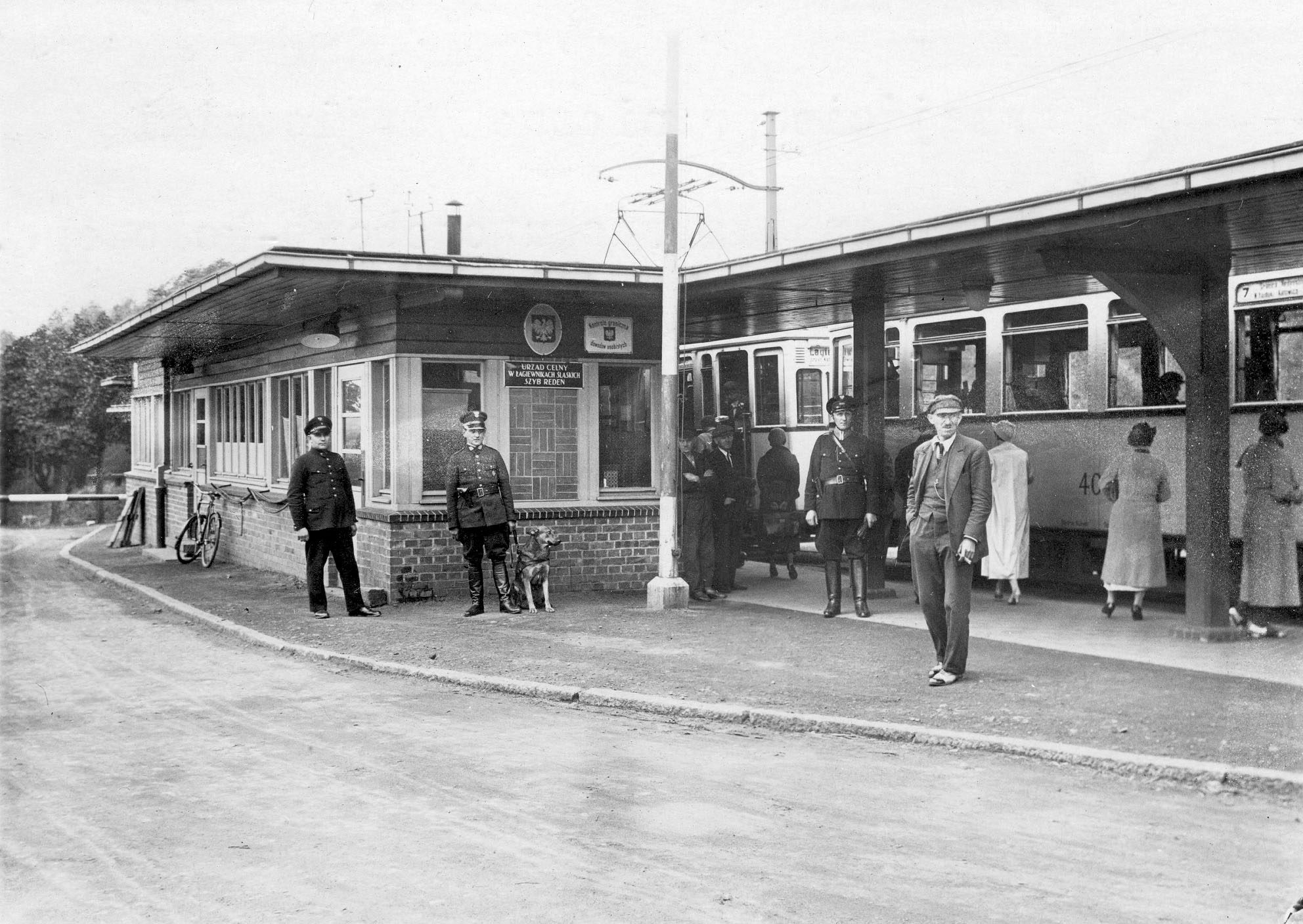
Hraniční přechod v Łagiewnikách u Bytomi (1932)

Polsko získalo Katovice, Královu Huť (Chořov), celý okres Pština a Katovice-venkov, většinu okresů Lubliniec, Rybnik, Tarnovské Hory a Bytom-venkov (avšak bez samotné Bytomi) a také část okresu Zabrze i několik obcí v okresech Toszek-Hlivice a Ratiboř. Jednalo se o 29 % sporného území se 46 % obyvatel (v absolutních číslech 3214 km² a 996,5 tisíc), kde se nacházelo 53 ze 67 černouhelných dolů, 10 z 15 zinkových a olověných dolů, 12 z 18 koksoven, 22 ze 37 vysokých pecí a 8 ze 13 válcoven a sléváren. Katovická konurbace byla rozdělena a na jejím území měla hranice obzvlášť spletitý průběh. 15. května 1922 byla podepsána Ženevská úmluva o Horním Slezsku, která ve 606 bodech řešila různé podrobnosti týkající se budoucího fungování rozděleného regionu, mj. otázku státního občanství Hornoslezanů, volný pohyb obyvatel přes hranice na základě tzv. cirkulačních karet či ochranu německé menšiny v Polsku a polské menšiny v Německu. Oficiálně vešly nové hranice v platnost dne 20. června 1922. Mezispojenecká vládní a plebiscitní komise byla rozpuštěna 10. července.
Na území připojeném k Polsku bylo vytvořeno Slezské vojvodství s autonomním statusem a vlastním parlamentem sídlícím v Katovicích, pro část ponechanou Německu platilo rozhodnutí z října 1919 o vydělení samostatné provincie Horní Slezsko se sídlem v Opolí. V roce 1939 se celá někdejší sporná oblast stala opět součástí Německé říše, v roce 1945 byla zase na základě jaltských ujednání a Postupimské dohody připojena k Polsku. Dnes patří Slezskému a Opolskému vojvodství.

## Odkaz
Hornoslezská povstání patří mezi formativní okamžiky moderní slezské historie a jsou předmětem neustálých kontroverzí. Již v meziválečném období se oslavování povstalců jakožto hrdinských vlastenců, kteří bojovali za „návrat piastovského Slezska do lůna vlasti“ a „osvobození od německého jha“, stalo nedílnou součástí polského státního narativu. Stejně vnímala události let 1919 až 1921 komunistická propaganda po druhé světové válce a v tomto duchu pokračuje i Třetí polská republika po roce 1989.
Mnozí Slezané však nahlížejí na povstání spíš jako na bratrovražednou občanskou válku, v níž byli místní bojovníci na obou stranách jen nástroji velké politiky. Politická rozhodnutí té doby ne vždy souvisela s etnickým původem nebo používaným jazykem, v boji proti sobě mnohdy stanuli členové jedné rodiny. Objevují se dokonce hlasy, že jednání povstalců v mnohém připomíná dnešní separatisty na východní Ukrajině. Obzvlášť problematickou kapitolu představuje – zejména v případě třetího povstání – účast dobrovolníků a profesionálních vojáků z polského vnitrozemí, kteří bývají přirovnáváni ke krymským a donbaským „zeleným mužičkům“. Neshody ohledně interpretace dějin se prolínají s aktuálními politickými spory a složitou problematikou identity v regionu: nejvýraznějšími kritiky jednostranného vlasteneckého pohledu na povstalce jsou často příslušníci německé menšiny a osoby hlásící se ke slezské národnosti či podporující myšlenku slezské autonomie.

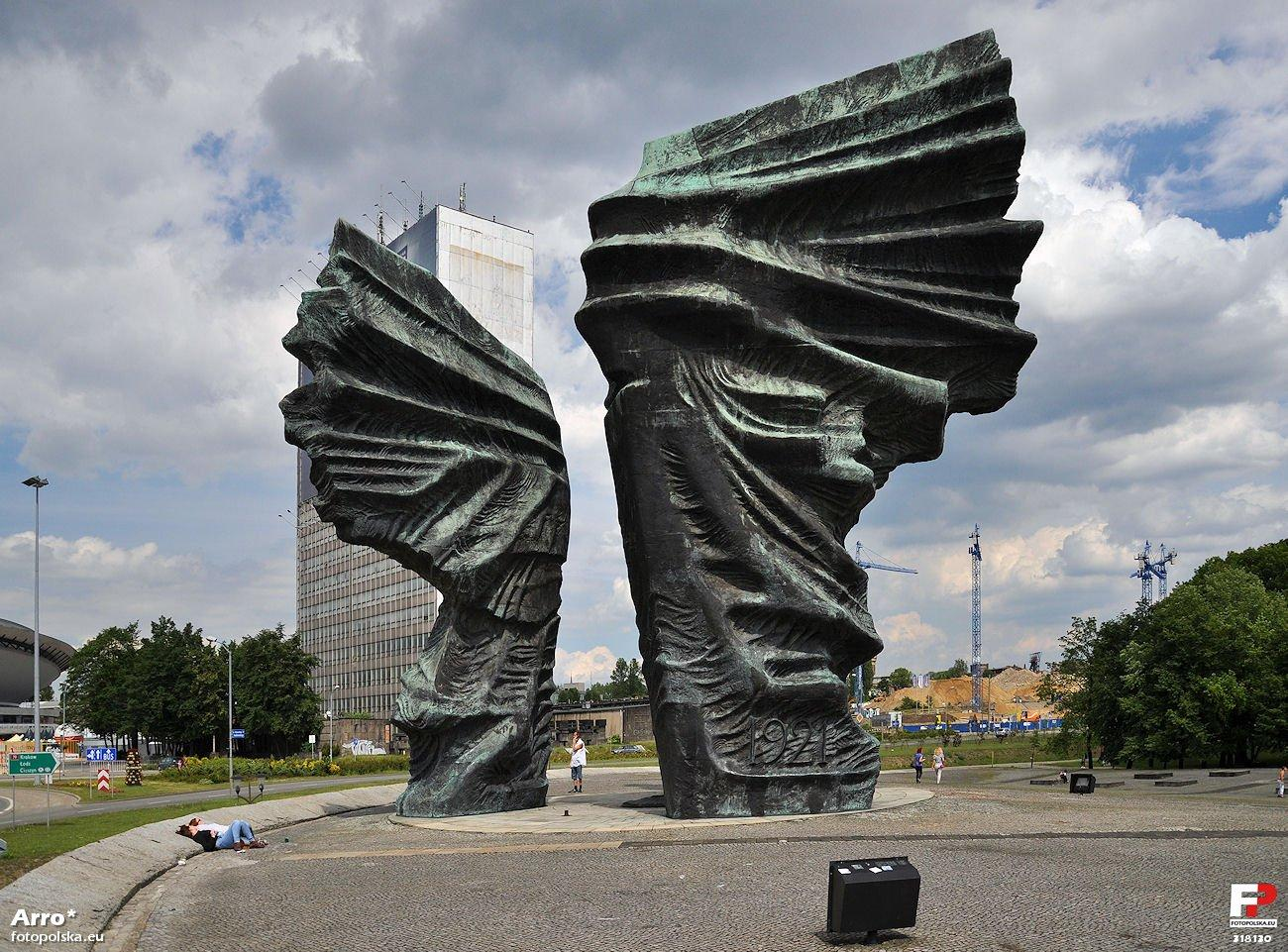
Památník hornoslezských povstalců v Katovicích

Nejen v Horním Slezsku, ale i ve zbytku Polska, existuje nespočet ulic, náměstí, parků, škol, kulturních zařízení apod. pojmenovaných po hornoslezských povstalcích obecně (Powstańców Śląskich) anebo jednotlivých účastnících bojů (Korfanty, Zgrzebniok atd.). V Hoře Svaté Anny byl roku 1955 dokončen Památník povstaleckého činu (Pomnik Czynu Powstańczego), který propagandisticky upomíná na bitvu z roku 1921 a „odvěký polský boj proti germánství“. Sousedí s ním meziválečný amfiteátr pro 30 tisíc diváků, jenž byl původně součástí mauzolea na počest německých účastníků stejné bitvy. Velkolepý Památník hornoslezských povstalců (Pomnik Powstańców Śląskich) se nachází v centru Katovic naproti haly Spodek, byl odhalen v roce 1967 a patří mezi ikonické dominanty města. Muzeum hornoslezských povstání (Muzeum Powstań Śląskich) vzniklo v roce 2012 ve Świętochłowicích (ulice Wiktora Polaka 1).
Povstání byla námětem mnoha knih a filmů, z nichž mezi nejznámější patří Sůl černé země (Sól ziemi czarnej) Kazimierze Kutze z roku 1970.
Město Kandřín (Kędzierzyn) bylo mezi lety 1934 až 1945 pojmenováno Heydebreck na počest Petera von Heydebrecka, který velel jednomu z oddílů Sebeobrany v bitvě u Hory Svaté Anny a 4. června 1921 provedl úspěšný protiútok na Kandřín.
Posledním veteránem povstání byl Wilhelm Meisel, který zemřel v roce 2009 ve věku 105 let.